# IF Linnéa
IF Linnéa var en idrottsförening i Stockholm som senare delats upp i självständiga föreningar. IF Linnéa bildades 1908. De ännu utövade sporterna under namnet Linnéa är boxning och friidrott.
Namnet "Linnéa" har sitt ursprung i namnet på en villa vid Årstaskogen, där grabbarna som bildade klubben spelade fotboll. Officiellt stiftades IF Linnéa den 13 maj 1909, på Linnéa-dagen.
IF Linnéa var under 1920-talet en av Sveriges mest mångsidiga och framgångsrika föreningar, med bland annat bandy, ishockey, friidrott och boxning på programmet, och gjorde sig särskilt känd som "löparklubb". Flera medlemmar bodde på Södermalm eller i Stockholms södra förstäder. Stafettlaget satte världsrekord på 4 x 1 500 meter (med Helge Adamsson, Gösta Fosselius, Gunnar Fosselius och Edvin Wide) 1925. Bandylaget var till exempel i SM-final 1920, 1923 och 1924 (publikrekord 6 780), men vann aldrig guld.
Föreningens kvarvarande sektioner, friidrott och boxning, är nu självständiga föreningar och heter IF Linnéa Friidrott samt IF Linnéa Boxning. De nya klubbarna samverkar och har gemensam tävlingsdress. Boxningsklubben ligger på Erstagatan. Under IF Linnéa Friidrott sorterar sedan slutet av år 2007 även IF Linnéa Löpning.
IF Linnéas färger är svart, grön och gul.

## Historia
IF Linnéa bildades på Linnéa-dagen, den 13 maj 1909, och fick sitt namn på grund av detta samt för att dess första träningsplan låg vid Villa Linnéa vid Årsta. Tack vare driftiga ledare, främst Karl Appelgren, Hjalmar Palmqvist, Robert Hällsjö, Henry Eidmark, Gustav Johansson och John Eriksson, gick klubben snabbt framåt och hade efter 1920 sin storhetstid. Bland föreningens största tävlingar märks de första internationella boxningarna i Sverige 1919 samt mötena mellan Edvin Wide och Paavo Nurmi 1923 och 1926. Under 1930-talet gick klubben dock tillbaka, trots ett uppoffrande ledararbete av Calle Forslund, Olle Forsman och Erik Hallenius.
Friidrott var länge klubbens huvudidrott. Bland de mest kända av klubbens tidiga medlemmar märks Nils Müller, Edvin Wide, bröderna Gunnar och Gösta Fosselius, Curt Branting, Bror Eriksson, Olle Möller och Harry Holmqvist, samtliga löpare, samt hopparna T. Cassel och G. Nilsson. Man dominerade i långdistans- och terränglöpning och vann bland annat Stadslöpningen genom Stockholm 1923–1927. Man erövrade också mästerskapsstandaret 1926 och 1927.

## IF Linnéa Boxning
IF Linnéa är Sveriges äldsta boxningsklubb och enligt aktuell fakta grundades klubben 1912, kan dock vara tidigare. Linnéa var en av de klubbar som var med och bildade Svenska Boxningsförbundet 1919. Det året arrangerade också klubben de första amatörtävlingarna i boxning. Bland seniorer från klubben är det sammanlagt 102 stycken som blivit svenska mästare, 88 på herrsidan och 14 på damsidan. Därtill har hittills 21 herrar och 3 damer Stora grabbars och tjejers-utmärkelsen inom klubben.
1920 tog Linnéa tre guldmedaljer under det första svenska mästerskapen i boxning någonsin och blev därmed bästa klubb.
Under 90-årsjubileumsåret 1999 tog Linnéa fem SM-guld vilket är rekord.
2001 togs fyra SM-titlar och Linnéa blev därmed bästa klubb.
2017 tog Linnéa fem medaljer under SM i Borås, fyra guld och ett silver och blev därmed bästa klubb.
2019 tog Linnéa under SM i Köping ett guld i kategorin Herr Junior, ett silver i Herr Senior och ett silver i Dam Senior.
Förutom svenska mästerskap har Linnéas boxare en mängd EM- och OS-medaljer.
Linnéa Boxning har också ett stort antal utövare inom diplomboxning där klubben har flera medaljer.
Under Diplom-SM (DSM) 2019 i Söderköping tog klubben två guld, tre silver och två brons

## IF Linnéa Löpning
IF Linnéa Löpning startades 2007. Klubben har ett stort antal ultralöpare och har därför anpassade träningsprogram för den typen av löpning.

## Några kända namn i föreningen
- Edvin Wide (friidrott. Flerfaldig OS-medaljör på 1920-talet, 5 000 m och 10 000 m)
- Åke Seyffarth (skridsko. OS-guldmedaljör skridsko 1948)
- George Scott (boxning. Svensk mästare 1987, 1988 och 1990[5]. OS-silver 1988, lättvikt)
- Anna Laurell Nash (boxning. Svensk mästare 2008, 2009, 2012 och 2014. På meritlistan finns även bl.a. VM-guld 2001, 2005 och VM-silver 2008, mellanvikt)
- Badou Jack (boxning. Svensk mästare 2007, lätt tungvikt[5]. Nuvarande professionell boxare i USA)